# Blåvit svala
Blåvit svala (Pygochelidon cyanoleuca) är en fågel i familjen svalor inom ordningen tättingar.

## Utseende
Blåvit svala är en rätt liten och kompakt svala med kluven stjärt. Ovansidan är huvudsakligen stål- eller violblå, undersidan vit med tydligt kontrasterande svarta undre stjärttäckare.

## Utbredning och systematik
Blåvit svala har en vid utbredning från Costa Rica i Centralamerika söderut hela vägen till Eldslandet. Den delas in i tre underarter med följande utbredning:
- Pygochelidon cyanoleuca cyanoleuca – förekommer i höglandet från Costa Rica till Venezuela, Brasilien och norra Argentina
- Pygochelidon cyanoleuca peruviana – förekommer i kustnära Peru (La Libertad till Arequipa)
- Pygochelidon cyanoleuca patagonica – förekommer från mellersta Chile och Argentina till Tierra del Fuego

Södra populationer är flyttfåglar som rör sig norrut efter häckningen. Tillfälligt har den påträffats så långt norrut som Mexiko och USA.

## Levnadssätt
Blåvit svala är en vida spridd och vanlig svala som påträffas i många olika miljöer. Flockar kan ses ovan städer och byar, öppna fält, vattensamlingar och skogsområden. Den påträffas ofta sittande på telefontrådar.

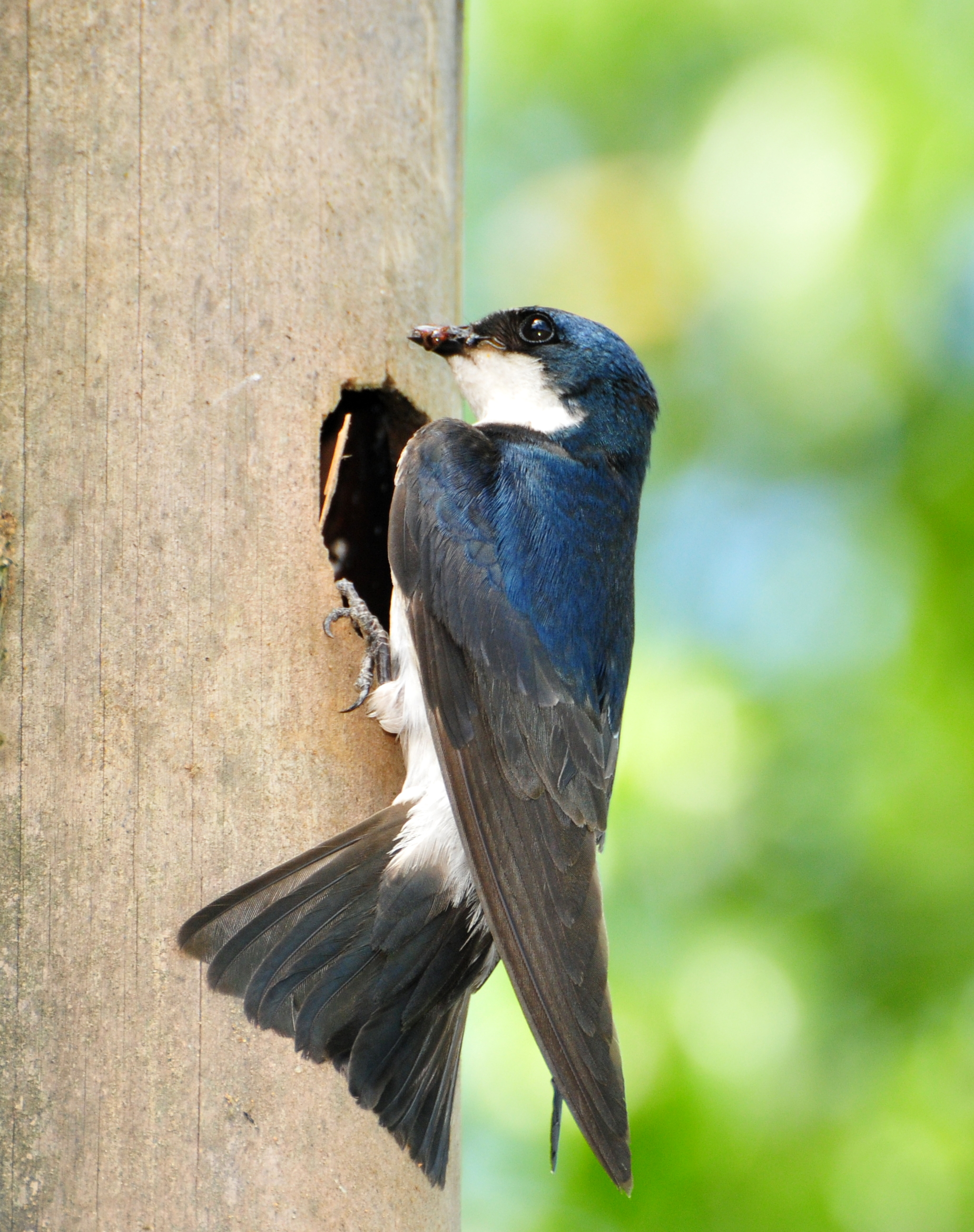

## Status och hot
Arten har ett stort utbredningsområde, men tros minska i antal, dock inte tillräckligt kraftigt för att den ska betraktas som hotad. Internationella naturvårdsunionen IUCN listar arten som livskraftig (LC). Beståndet uppskattas till i storleksordningen fem till 50 miljoner vuxna individer.